# Éditions Trampoline
 (juin 2021).
Si vous disposez d'ouvrages ou d'articles de référence ou si vous connaissez des sites web de qualité traitant du thème abordé ici, merci de compléter l'article en donnant les références utiles à sa vérifiabilité et en les liant à la section « Notes et références ».
Éditions Trampoline est une maison d'édition canadienne de littérature jeunesse fondée en 2005 à Longueuil au Québec.

## Historique

### Collection Trouvailles
- Simon et la porte de fer, 2009, de Gisèle Desroches, illustré par Marion Arbona
- Pied-de-Puce, 2009, de Sylvie Nicolas, illustré par Marion Arbona
- L'enfant qui tissait des tapis, 2010, de Sylvie Nicolas, illustré par Marion Arbona

### Les contes de la Bourgade-Enchantée
- Petite-Étoile, 2009, de Silvia Cramer, illustré par Marie-Claude Roch

### Albums
- Rosa-Noire Lerouge, 2010, de Isabelle Grondin, illustré par Sybiline

### Petits Romans
- Zoé et la sorcière, 2009, de Roxane Turcotte, illustré par Mary Racine
- Chevalier Poids-Plume, 2010, de Roxane Turcotte, illustré par Isabelle Malenfant

### Grands romans illustrés
- Entités: Tome 1 - Le jour de l'éveil, 2009, de Mathieu Fortin, illustré par Olivier Carpentier
- Les contes de la chatte rouge, 2010, de Elisabeth Vonarburg, illustré par Marie-Claude Roch
- Entités: Tome 2 - Trahisons, 2010, de Mathieu Fortin, illustré par Olivier Carpentier
- La lignée du sabre, à venir en 2011, de Geneviève Blouin, illustré par Sybiline

### Collection Bungee
- Clavardage.com, 2010, de Carole Moore
- Noirceurs et autres couleurs, 2010, de Mireille Gagné

### Saisonniers
- Grand-père au nez rouge
- Le Père Noël perd sa culotte